# IMAM Ro.43
Die IMAM Ro.43 war ein italienisches Katapult- und Wasserflugzeug des Herstellers IMAM, welches zwischen 1935 und 1943 auf Schiffen der Regia Marina als Aufklärer eingesetzt wurden.

## Entwicklung und Einsatz
1933 forderte die Regia Marina einen katapultfähigen Aufklärer. Die geforderten Parameter waren eine Geschwindigkeit von 240 km/h, 600 km Reichweite und eine Flugzeit von mindestens 5,5 Stunden. Mitbewerber für die Ausschreibung waren Piaggio, CMASA, CANT und Macchi. IMAM nahm als Basis die fertige IMAM Ro.37 und baute sie zu einem Wasserflugzeug um. Die so entstandene IMAM Ro.43 erfüllte alle vorgegebenen Werte und IMAM bekam den Auftrag.
Erst mit Einsatz des Flugzeuges stellten sich schwerwiegende Probleme heraus. Seine leichte Struktur kam mit den auf See herrschenden Auftriebskräften nicht gut zurecht, und die Handhabung an Bord gestaltete sich als fast nicht durchführbar. Deshalb wurde es üblich, dass das Flugzeug zwar von Bord aus gestartet werden konnte, aber nicht wieder an Bord gehoben wurde. Die Landung erfolgte in der Regel im Hafen, und das Flugzeug wurde nach Rückkehr des Schiffes auch dort wieder an Bord genommen.

## Technische Daten
| Kenngröße             | Daten                                              |
| --------------------- | -------------------------------------------------- |
| Besatzung             | 2                                                  |
| Länge                 | 9,71 m                                             |
| Spannweite            | 11,57 m                                            |
| Höhe                  | 3,51 m                                             |
| Flügelfläche          | 33,36 m²                                           |
| Leermasse             | 1776 kg                                            |
| Startmasse            | 2400 kg                                            |
| Höchstgeschwindigkeit | 315 km/h in 2000 m Höhe                            |
| Dienstgipfelhöhe      | 7200 m                                             |
| Reichweite            | 1500 km                                            |
| Flugzeit              | max 8,5 h                                          |
| Triebwerk             | ein Sternmotor Piaggio P.X mit 700 PS (ca. 510 kW) |
| Propeller             | verstellbarer Dreiblatt-Propeller                  |
| Bewaffnung            | 2 × Breda-SAFAT 7,7-mm-Maschinengewehre            |